# Хуков закон
У механици, Хуков закон еластичности је апроксимација која казује да је релативна деформација еластичног тела, у одређеним границама, директно пропорционална напону који на њега делује. Закон је назван по Роберту Хуку, енглеском физичару из 17. века, који га је открио и 1675. изразио латинским анаграмом: ceiiinosssttuu. Решење анаграма је објавио 1676. године као: Ut tensio, sic vis (= Колико истезање, толика сила). He published the solution of his anagram in 1678 as: ut tensio, sic vis ("as the extension, so the force" or "the extension is proportional to the force"). Hooke states in the 1678 work that he was aware of the law since 1660.
У овом првобитном облику, закон се односио пре свега на опруге, тј. чињеницу да је сила коју опруга производи пропорционална њеном истезању или сабијању:
{\displaystyle F=-k\Delta x}
Где је:
{\displaystyle F} — сила коју опруга производи, знак „—“ означава супротан смер од помераја. Ако је опруга истегљена, њена сила ће тежити да је скупи и супортно, ако је опруга скупљена, сила опруге ће тежити да је рашири

{\displaystyle k} — константа еластичности (коефицијент пропорционалности)

{\displaystyle \Delta x} — означава промену дужине при растезању или скупљању опруге у односу на њен основни, природни положај. Знак {\displaystyle \Delta } није обавезан, али обично се користи као ознака за промену
Данас је познато да Хуков закон важи за широк спектар еластичних тела, која се називају линеарно-еластичним телима, при деформацијама (истезање, увијање и сл.) које она трпе под утицајем сила. За свако такво тело, закон важи само у одређеним границама карактеристичним за њега — напон не сме прећи тзв. границу еластичности. Линеарни однос између деформације и напона је одређен константом пропорционалности, која се у зависности од типа деформације различито назива, такође карактеристичном за дато тело. Граница еластичности и константа пропорционалности зависе од природе материјала од кога је дато тело начињено и од осталих његових особина.

## Формална дефиниција

### За линеарне опруге
Замислимо једноставну спиралну опругу која има један крај причвршћен за неки фиксни предмет, док слободни крај вуче сила чија је величина Fs. Претпоставимо да је опруга достигла стање равнотеже, где се њена дужина више не мења. Нека је x количина за коју је слободни крај опруге померен из свог „опуштеног” положаја (када није истегнут). Хуков закон наводи да
{\displaystyle F_{s}=kx}
или, еквивалентно,
{\displaystyle x={\frac {F_{s}}{k}}}
где је k позитиван реалан број, карактеристичан за опругу. Штавише, иста формула важи и када је опруга компримована, при чему су Fs и x оба негативна у том случају. Према овој формули, график примењене силе Fs као функције померања x биће права линија која пролази кроз координатни почетак, чији је нагиб k.
Хуков закон за опругу се понекад, али ретко, наводи под конвенцијом да је Fs сила враћања коју опруга врши на било шта што вуче њен слободни крај. У том случају, једначина постаје
{\displaystyle F_{s}=-kx}
пошто је правац силе враћања супротан од смера померања.

### Опште „скаларне” опруге
Хуков закон опруге обично се примењује на било који еластични објекат, произвољне сложености, све док се и деформација и напон могу изразити једним бројем који може бити и позитиван и негативан.
На пример, када се блок гуме причвршћен за две паралелне плоче деформише смицањем, а не истезањем или компресијом, сила смицања Fs и бочно померање плоча x поштују Хуков закон (за довољно мале деформације).
Хуков закон се такође примењује када је равна челична шипка или бетонска греда (попут оне која се користи у зградама), ослоњена на оба краја, савијена теретом F постављеном у некој међутачки. Померање x у овом случају је одступање греде, мерено у попречном правцу, у односу на њен неоптерећени облик.
Закон се такође примењује када се истегнута челична жица уврне повлачењем полуге причвршћене на једном крају. У овом случају напрезање Fs се може узети као сила примењена на полугу, а x као растојање које она пређе дуж своје кружне путање. Или, еквивалентно, може се дозволити да Fs буде обртни момент који полуга примењује на крај жице, а x је угао за који се тај крај окреће. У оба случаја Fs је пропорционалан x (иако је константа k различита у сваком случају.)

### Векторска формулација
У случају спиралне опруге која је истегнута или сабијена дуж своје осе, примењена (или обнављајућа) сила и резултирајуће издужење или компресија имају исти смер (који је правац наведене осе). Према томе, ако су Fs и x дефинисани као вектори, Хукова једначина и даље важи и наводи да је вектор силе вектор елонгације помножен фиксним скаларом.

### Општи тензорски облик
Нека еластична тела ће се деформисати у једном правцу када су изложена сили у другом правцу. Један пример је хоризонтална дрвена греда неквадратног правоугаоног пресека која је савијена попречним оптерећењем које није ни вертикално ни хоризонтално. У таквим случајевима, величина померања x биће пропорционална величини силе Fs, све док смер ове друге остаје исти (а њена вредност није превелика); те ће важити скаларна верзија Хуковог закона Fs = −kx. Међутим, вектори силе и померања неће бити скаларни вишекратници један другог, пошто имају различите правце. Штавише, однос k између њихових величина зависиће од правца вектора Fs.
Ипак, у таквим случајевима често постоји фиксни линеарни однос између вектора силе и деформације, све док су довољно мали. Наиме, постоји функција κ од вектора до вектора, таква да је F = κ(X), и κ(αX1 + βX2) = ακ(X1) + βκ(X2) за било које реалне бројеве α, β и све векторе померања X1, X2. Таква функција се назива тензор (другог реда).
У односу на произвољан Декартов координатни систем, вектори силе и померања могу бити представљени 3 × 1 матрицама реалних бројева. Тада тензор κ који их повезује може бити представљен 3 × 3 матрицом κ реалних коефицијената, која, када се помножи са вектором померања, даје вектор силе:
{\displaystyle \mathbf {F} \,=\,{\begin{bmatrix}F_{1}\\F_{2}\\F_{3}\end{bmatrix}}\,=\,{\begin{bmatrix}\kappa _{11}&\kappa _{12}&\kappa _{13}\\\kappa _{21}&\kappa _{22}&\kappa _{23}\\\kappa _{31}&\kappa _{32}&\kappa _{33}\end{bmatrix}}{\begin{bmatrix}X_{1}\\X_{2}\\X_{3}\end{bmatrix}}\,=\,{\boldsymbol {\kappa }}\mathbf {X} }
То је,
{\displaystyle F_{i}=\kappa _{i1}X_{1}+\kappa _{i2}X_{2}+\kappa _{i3}X_{3}}
за i = 1, 2, 3. Стога се може рећи да Хуков закон F = κX важи и када су X и F вектори са променљивим правцима, осим што је крутост објекта тензор κ, а не један реалан број k.

### Хуков закон за континуиране медије
Напони и напрезања материјала унутар континуираног еластичног материјала (као што је блок гуме, зид котла или челична шипка) повезани су линеарним односом који је математички сличан Хуковом закону опруге и често се назива да под тим именом.
Међутим, стање деформације у чврстој средини око неке тачке не може се описати једним вектором. Исти комад материјала, ма колико мали, може се истовремено сабијати, растезати и резати у различитим правцима. Исто тако, напрезања у том сегменту могу бити истовремено гурање, повлачење и смицање.
Да би се описала ова сложеност, релевантно стање средине око тачке мора бити представљено тензорима од две секунде, тензором деформације ε (уместо померања X) и тензором напона σ (који замењује повратну силу F). Аналог Хуковог закона опруге за континуиране медије је онда
{\displaystyle {\boldsymbol {\sigma }}=\mathbf {c} {\boldsymbol {\varepsilon }},}
где је c тензор четвртог реда (то јест, линеарна мапа између тензора другог реда) који се обично назива тензор крутости или тензор еластичности. То се може написати као
{\displaystyle {\boldsymbol {\varepsilon }}=\mathbf {s} {\boldsymbol {\sigma }},}
при чему тензор s, назван тензор усклађености, представља инверзну линију наведене линеарне мапе.
У картезијанском координатном систему, тензори напона и деформација могу бити представљени 3 × 3 матрицама
{\displaystyle {\boldsymbol {\varepsilon }}\,=\,{\begin{bmatrix}\varepsilon _{11}&\varepsilon _{12}&\varepsilon _{13}\\\varepsilon _{21}&\varepsilon _{22}&\varepsilon _{23}\\\varepsilon _{31}&\varepsilon _{32}&\varepsilon _{33}\end{bmatrix}}\,;\qquad {\boldsymbol {\sigma }}\,=\,{\begin{bmatrix}\sigma _{11}&\sigma _{12}&\sigma _{13}\\\sigma _{21}&\sigma _{22}&\sigma _{23}\\\sigma _{31}&\sigma _{32}&\sigma _{33}\end{bmatrix}}}
Будући да је линеарно пресликавање између девет бројева σij и девет бројева εkl, тензор крутости c је представљен матрицом од 3 × 3 × 3 × 3 = 81 реални број cijkl. Хуков закон онда наводи
{\displaystyle \sigma _{ij}=\sum _{k=1}^{3}\sum _{l=1}^{3}c_{ijkl}\varepsilon _{kl}}
где је i,j = 1,2,3.
Сва три тензора генерално варирају од тачке до тачке унутар медија, а могу варирати и са временом. Тензор деформације ε само специфицира померање честица медијума у околини тачке, док тензор напона σ специфицира силе којима суседни сегменти медијума делују једни на друге. Стога су оне независне од састава и физичког стања материјала. Тензор крутости c, с друге стране, својство је материјала и често зависи од варијабли физичког стања као што су температура, притисак и микроструктура.
Због инхерентних симетрија σ, ε, и c, само 21 еластични коефицијент последњег је независан. Овај број се може додатно смањити симетријом материјала: 9 за орторомбни кристал, 5 за хексагоналну структуру и 3 за кубну симетрију. За изотропне медије (који имају исте физичке особине у било ком правцу), c се може свести на само два независна броја, модул запремине K и модул смицања G, који квантификују отпорност материјала на промене запремине и деформације смицања.